# José Ramos-Horta
José Manuel Ramos-Horta (tiếng Bồ Đào Nha: /ʒu'zɛ 'ʁɐmuz 'oɾtɐ/), GCL (sinh ngày 26 tháng 12 năm 1949) là tổng thống thứ hai của Đông Timor kể từ khi quốc gia này giành độc lập từ Indonesia, ông nhậm chức ngày 20 tháng 5 năm 2007.
Ông là người cùng nhận Giải Nobel Hòa bình năm 1996 và là thủ tướng Đông Timor từ 2006 đến khi nhậm chức tổng thống sau khi đã thắng cử trong cuộc bầu cử tổng thống Đông Timor năm 2007.. Ông đã bị Alfredo Reinhado bắn trọng thương trong một âm mưu đảo chính ngày 11 tháng 2 năm 2008.
Trong cuộc bầu cử tổng thống được tổ chức ở Đông Timor vào ngày 19 tháng 3 năm 2022, ông đã đắc cử tổng thống. Ông là tổng thống Đông Timor đầu tiên giữ chức vụ này hai lần.

## Tiểu sử
Ông là người thuộc dân tộc mestiço, Ramos-Horta sinh năm 1949 tại Dili, thủ đô của Đông Timor, với mẹ là người Timor và cha là người Bồ Đào Nha, người đã bị chế độ độc tài Salazar lưu đày đến nơi mà lúc đó là Timor thuộc Bồ Đào Nha. Ông theo học trong một Công giáo tại ngôi làng nhỏ Soibada, sau này được Fretilin chọn làm trụ sở chính sau Indonesia xâm lược. Trong số mười một anh chị em của ông, bốn người đã bị quân đội Indonesia giết.
Ramos-Horta học luật quốc tế công lập tại Học viện Luật Quốc tế Hague vào năm 1983 và tại Antioch College ở Yellow Springs, Ohio, nơi ông hoàn thành bằng Thạc sĩ Nghệ thuật trong nghiên cứu hòa bình, năm 1984. Ông được đào tạo về luật nhân quyền tại Viện Nhân quyền Quốc tế ở Strasbourg vào năm 1983. Ông đã hoàn thành các khóa học sau đại học ở Chính sách đối ngoại của Mỹ tại Đại học Columbia năm 1983. 
à thành viên cộng sự cấp cao của St Antony's College từ năm 1987 và nói thông thạo 5 thứ tiếng: tiếng Bồ Đào Nha, tiếng Anh, tiếng Pháp, tiếng Tây Ban Nha, và ngôn ngữ Đông Timor được nói phổ biến nhất, Tetum.
Ramos-Horta đã ly hôn với Ana Pessoa Pinto, Bộ trưởng Bộ Nhà nước và Nội chính Đông Timor, người mà ông có chung một con trai, Loro Horta, người sinh ra sống lưu vong ở Mozambique.